# الرابية (مدينة حجة)

تعديل مصدري - تعديل

الرابية هي إحدى قرى عزلة حملان بمديرية مدينة حجة التابعة لمحافظة حجة، بلغ تعداد سكانها 238 نسمة حسب تعداد اليمن لعام 2004.